# ایسوزویوری-هیمه
ایسوزویوری-هیمه (به ژاپنی: 五十鈴依媛 Isuzuyori-hime) همسر امپراتور سوئیزی و مادر امپراتور آنیی بود.